# Папамакариос, Манолис
Эммануил (Манолис) Папамакариос (греч. Εμμανουήλ «Μανόλης» «Μάνος» Παπαμακάριος; род. 26 августа 1980, Афины) — греческий профессиональный баскетболист, игравший на позициях разыгрывающего защитника и атакующего защитника. После завершения карьеры стал спортивным директором.

## Профессиональная игровая карьера
Манолис Папамакариос родился 26 августа 1980 года в Афинах. Папамакариос начал свою профессиональную баскетбольную карьеру в клубе греческой лиги «Перистери» в 1998 году. Затем он перешёл в «Македоникос» в 2004 году, а затем в «Олимпиакос Пирей» в 2005 году. Проведя три сезона, он решил покинуть команду в 2008 году, после чего подписал двухлетний контракт с «Панеллиниос».
Затем он перешел в клуб испанской лиги «Гипускоа». Он присоединился к греческому клубу «Панелефсиниакос» в 2013 году. 3 декабря 2014 года подписал контракт с греческим клубом КАОД.
В 2015 году Папамакариос подписал контракт с новым клубом «Фарос Керациниу» из греческой лиги А2.
В 2016 году он подписал контракт с греческим клубом второго дивизиона «Дукас». Завершил карьеру в 2018 году.
После того, как он ушёл из профессионального баскетбола, Папамакариос стал спортивным директором «Ифаистос Лимноу».